# Тайбърн
Тайбърн (на английски: Tyburn) е село в Мидълсекс, Англия.
През средните векове в Тайбърн е била издигната „Бесилката на позора“, на която са били екзекутирани много криминални престъпници, религиозни противници и държавни изменници.
На тази бесилка на 31 януари 1661 година е било провесено мъртвото тяло на лорд-протектора на Англия, Шотландия и Ирландия – Оливър Кромуел, две години след неговата смърт.

## Някои известни личности, екзекутирани на бесилото в Тайбърн (по хронологичен ред)
| Име                                                           | Дата              | Причина |
| ------------------------------------------------------------- | ----------------- | --- |
| Роджър Мортимър 1-ви Граф на Марч                             | 29 ноември 1330   | Обвинен в подкопаване на кралската власт; Обесен без съд. |
| Сър Хъмфри Стафорд                                            | 8 юли 1486        | Обвинен в заговор с Ричард III; обесен без съд, по нареждане на крал Хенри VII. |
| Майкъл Ан Гоуф и Томас Флейманк                               | 24 юни 1497       | Лидери на първото Корнуолско въстание през 1497 година. |
| Пъркин Уорбек                                                 | 23 ноември 1499   | Обвинен в държавна измяна; Претендент за трона на крал Хенри VII, представящ се за Ричард IV, по младият от двамата „Принцове на кулата“. Водач на второт Корнуолско въстание. |
| Елизабет Бартън „Светата дева на Кент“                        | 20 април 1534     | Обвинена в държавна измяна; монахиня, която обявява пророчество, гласящо че крал Хенри VIII ще умре след 6 месеца, око се ожени за Ан Болейн]]. |
| John Houghton                                                 | 4 май 1535        | Charterhouse who refused to swear the oath condoning Henry VIII's divorce of Catherine of Aragon. |
| Thomas Fiennes, 9th Baron Dacre                               | 29 юни 1541       | Lord Dacre was convicted of murder after being involved in the death of a gamekeeper whilst taking part in a poaching expedition on the lands of Sir Nicholas Pelham of Laughton, East Sussex. |
| Оливър Кромуел Лорд-протектор на Англия, Ирландия и Шотландия | 1661              | Мъртвото му тяло, е обесено две години след смъртта му, като държавен изменник. След свалянето на тялото, то е обезглавено и пограбано в общ гроб наблизо, а главата е побита на кол до Уестминстърското абатство (където е погребано тялото на екзекутирания по негова заповед крал Чарлз I), по нареждане на сина на Чарлз I – крал Чарлз II. |
| Хъмфри Арундел                                                | 27 януари 1550    | Лидер на Корнуолските бунтове срещу Англия 1549. |
| Едмун Кампиън                                                 | 1 декември 1581   | Католически свещеник, обявен за мъченик. |
| Джон Адамс                                                    | 8 октомври 1586   | |
| Робърт Дибдейл                                                | 8 октомври 1586   | |
| Джон Лоу                                                      | 8 октомври 1586   | |
| Робърт Саутуел                                                | 21 февруари 1595  | |
| John Southworth\| 28 юни 1654                                 |                   | |
| Робърт Хюбърт                                                 | 28 септември 1666 | Несправедливо обвинен за подпалвач на Големия пожар в Лондон |
| Клод Дювал                                                    | 21 януари 1670    | Известен бандит, вършил безчинства из цяла Англия. |
| Оливър Плънкет                                                | 1 юли 1681        | Архиепископ на Ирландия. По-късно обявен за мъченики светец. |
| Уилиам Чалонър                                                | 23 март 1699      | Известен фалшификатор и измамник, осъден и отчасти с доказателства, събрани от Исак Нютон. |
| Джак Шепърт „Джентълмена Джак“                                | 16 ноември 1724   | Известен крадец. |
| Джонатан Уайлд                                                | 24 май 1725       | Лидер на организирана банда. |
| Джеймс МЧаклейн                                               | 3 октомври 1750   | Прословут бандит. |
| Граф Лорънс Шърли                                             | 5 май 1760        | Последният благородник, осъден на смърт чрез обесване, за убийство. |
| Джонатан Поус, познат като „Хуанито“                          | 29 юни 1777       | Прословут грабител от немско-ирландски произход. |
| Джеймс Хакман                                                 | 19 април 1779     | Свещеник, обесен за убийството на Марта Рей – любовница на Граф Джон Монтагю. |
| Джон Остин                                                    | 3 ноември 1783    | Бандит, последният, който е екзекутиран на бесилката в Тайбърн. |